# Час збирати каміння (телесеріал)
«…час збирати каміння» (початкова назва «І вдарить грім!») — драматичний український телесеріал режисера Володимира Андрощука про події у маленькому гуцульському селі наприкінці ХІХ століття.
Перші дві серії телесеріалу вийшли в ефір у 1990 році.

## Синопсис
Село розташоване в Прикарпатті у долині Черемошу. Фільм про боротьбу місцевого населення зі стихійним лихом і його наслідками, через що їх земельні ділянки опинилися у місцевого пана Шиманського, оскільки через нечувану зливу, річка змінила своє русло. Останнім шансом щось змінити лишається Суд…

## Актори
- Сергій Романюк — Степан Івасюк
- Роман Бариляк — Дмитро
- Іван Бернацький — Петро Олексюк
- Лідія Остринська — Аничка
- В'ячеслав Хім'як — Пан Юзеф Шиманський
- Тарас Жирко — Станіслав Шиманський
- Орест Гарда — Ян Шиманський
- А. Корнієнко — Олена Івасюк
- Таїсія Литвиненко — Марія
- Т. Бобеляк — Лесюк
- І. Сторожук — Василь
- Євген Федорченко — священик
- Олександр Гринько — суддя Бжезінський
- О. Сторожук — адвокат Ковальський
- В. Шлимко — Ігнатович
- Ю. Турчин — Війт
- Богдан Козак — майор Кранцкопф
- Марія Мішуріна — Діана
- Е. Цісельський — Василь
- Юрій Суржа — дід Микола
- Т. Перета — Варка
- М. Шуневич — Заремба
- О. Дейцев — Ліщинський
- І. Гаврило — Партика
- М. Максименко — Готич
- Йосип Найдук — Аугусто
- Назар Стригун — Фабіо
- І. Вітовський — Джузеппе
- Г. Григорійчук — Падре Андреотті
- Любов Боровська — Марія Шиманська
- Захарій Новицький — Урядник
- Ю. Тодорів — лікар Дзаваттіні
- Р. Кумлик — Андрій Хижняк
- С. Глова — Тадеуш Ольшевський
- В. Жила — капрал Чехович
- М. Барнич, М. Благушин, Ю. Горбунов — грабіжники
- Ф. Дутчак — селянин
- М. Ніколаєнко — Ружена
- О. Шиманський, М. Павлюк — жандарми
- О. Герасимчук — Юра
- Т. Бобеляк — батько Юри
- З. Буневич — мати Юри
- Г. Сабадах — Рада
- І. Лутік — Чану
- В. Пантелюк — брат Ради
- А. Піддубний — циганський ватаг
- Б. Яроцький — жандармський офіцер
- Опришки:
  - М. Конечний — Ватаг
  - В. Голосняк — Олекса
- Олександр Кузьменко — журналіст Вітович
- В. Шумейко — адвокат Більський
- Наталія Лань — Зося
- М. Завійський — Пилип
- І. Салій — Війт
- В. Мороз — Микола
- О. Мороз — двійник Миколи
- Ірина Складан — Анничка
- Вадим Яковенко — редактор
- Б. Мірус — граф Потоцький
- Є. Тимощук — прокурор Ославський
- Б. Кох — полковник Гріневський
- М. Гурін — старий гуцул
- Т. Перета — стара гуцулка
- Д. Жилобайло, М. Жилобайло — сім'я Дацюків

- Актори Чернівецького обласного музично-драматичного театру ім. О. Кобилянської —  Циганський табір
- В епізодах: Л. Бобеляк, В. Кивинюк, К. Лесюк, Б. Партика, А. Суржа, Януш Юхницький, О. Шепелєв, А. Цимбал, Т. Сенюра, С. Мігель, В. Капущак, О. Юрченко, О. Добряк, Р. Гавриш, С. Бобеляк, В. Греметчук, М. Складан, С. Андрушко
  - Мешканці Верховинського та Косівського районів Івано-Франківської області — селяни, жандарми, вояки.

## Творча група
- Автор сценарію і режисер-постановник: Володимир Андрощук
- Оператори-постановники: Олександр Найда (1, 2 с), В. Єременко (3—10 с), В. Тимченко (3, 5—8 с)
- Художник-постановник: Ігор Біляк (8—10 с); художник: В. Рудько (1, 2 с)
- Композитори: Юрій Щелковський (1, 2 с), Євген Станкович (3—8 с)
- Звукооператори: Геннадій Чупаков (1, 2 с), О. Стримовський (3, 4 с), Жанна Головач (3—10 с)
- Режисер: Л. Лішевська
- Другий оператор: В. Коновалов (5—7 с), С. Дяків (8—9 с)
- Художники-гримери: Н. Степанова (1, 2 с), О. Юрченко (3—10 с)
- Художник по костюмах: Н. Зачепіленко (3, 4 с), Л. Жуковська (5—10 с)
- Монтажери: Л. Крюкова (1—6, 8—10 с), Г. Лаврова (1, 2, 5—7 с), Г. Котлярова (5—10 с), О. Мужук (5—10 с)
- Музичні редактори: Жанна Бебешко (1, 2 с), Р. Самійленко (3, 6 с)
- Редактор: О. Гапоненко
- Постановник трюків: К. Шекіта
- Камерно-музикальний ансамбль «Київська камерата» (художній керівник Валерій Матюхін), диригент Володимир Сіренко
- Консультант: П. Пониполяк
- Директор фільму: Володимир Волинський

## Виробництво
Режисер почав роботу над фільмуванням 10-серійного першого сезону телесеріалу за власним сценарієм під робочою назвою І вдарить грім у 1990 році.
Після успішної трансляції перших 10 серій на телеканалі «УТ-1» на початку 1990-их років сталося вимушене призупинення роботи над другим сезоном художнього телесеріалу «Час збирати каміння», яке згодом журналісти часопису Україна молода називали «найбільшою трагедією режисера».

## Реліз
Перші дві серії телесеріалу вийшли в ефір у 1990 році на телеканалі УТ-1 напередодні референдуму про незалежність України 1991 року; за деякими даними перша трансляція перших двох серій серіалу на УТ-1 сталася саме в переддень цього референдуму, тобто 30 листопада 1991 року.
Решта серій була завершена до 1996 року й всі 10 серій серіалу вийшли в ефір наприкінці 1996 року на телеканалі УТ-1.

## Відгуки кінокритиків
Після релізу всіх серій серіалу у 1996 році тогочасна преса, критика і публіка достойно оцінили весь ідейний спектр порушених в історичному серіалі проблем, які Володимир Андрощук екстраполював на політичну ситуацію в Україні. В рецензіях режисера-постановника хвалили за правдивість висвітлення історичних подій майже двохсотлітньої давності, за поєднання різних жанрових рішень, за динамічність фільму, який ніби переливався з притчі — в героїчну легенду, з історичної хроніки — в сімейну, з пригодницької кінострічки — в експресивний бойовик, з побутової драми — у ліричну кіномандрівку Карпатськими горами.

## Зауваги
1. ↑  альтеранативний варінат написання: "І гряне грім!"